# Michel Houellebecq
Michel Houellebecq (kiejtése kb. „uelbek”, született Michel Thomas; Saint-Pierre, 1956. február 26. – ) Goncourt-díjas francia író, filmrendező és költő. Írt költeményt és egy monográfiát a horrornovelláiról híres H. P. Lovecraftról, 1994-ben jelent meg első regénye A harcmező kiterjesztése (Extension du domaine de la lutte) címmel. Ezt követte 1998-ban az Elemi részecskék (Les Particules élémentaires), 2001-ben A csúcson (Plateforme). 1996-ban jelent meg verseskötete, Le Sens du combat. A csúcson megjelenése után bíróság elé került fajgyűlöletre való uszítás vádjával. Ezután Írországba költözött, hogy írhasson. Jelenleg Franciaországban él. 2010-ben jelent meg a Goncourt-díjas A térkép és a táj (La Carte et le Territoire).

## Élete
Houellebecq 1956-ban született a francia Réunion szigeten. Anyja Lucie Ceccaldi algériai születésű, korzikai származású francia orvos, apja René Thomas síoktató–hegyi túravezető. Algériában élt 5 hónapos korától 1961-ig az anyai nagyanyjával. A weboldalán rosszkedvűen állítja, hogy a szülei „gyorsan elvesztették érdeklődésüket a létezésével kapcsolatban” és 6 éves korában Franciaországba küldték, hogy éljen az apai, kommunista nagyanyjával, amíg az anyja Brazíliába indult, hogy élje a hippik életét az újdonsült barátjával. A nagyanyja leánykori neve volt a Houellebecq, amit felvett írói álnévként. Később a Lycée Henri Moissan középiskolában tanult északkelet-Párizsban bentlakásos diákként. Utána a párizsi Lycée Chaptal-ba járt előkészítő kurzusokra, hogy bejusson az elit iskolákba (Grandes écoles). 1975-ben a Institut National Agronomique Paris-Grignonban folytatta tanulmányait. Elkezdett egy irodalmi folyóiratot (Karamazov) és verseket írt.

## Munkássága
Houellebecq agronómusként végzett 1980-ban, megnősült, és született egy fia, majd amikor elvált, depresszióba esett, és ekkor kezdett el verseket írni. Az első versei 1985-ben jelentek meg a La Nouvelle Revue című magazinban. Hat évvel később, 1991-ben jelent meg monográfiája a horrornovelláiról híres H. P. Lovecraftról egy prófétikus alcímmel (Contre le monde, contre la vie). A Rester vivant : méthode ugyanebben az évben jelent meg, ezt az első verses gyűjteménye követte. Mindeközben rendszergazdaként dolgozott Párizsban, többek között a Francia Nemzetgyűlésben, mielőtt úgymond „generációja popsztárjává” vált, és 1994-ben hírnevet szerzett A harcmező kiterjesztése (Extension du domaine de la lutte) című első regényével. Második regényéért, az Elemi részecskékért (Les Particules élémentaires) megkapta az 1998-as Prix Novembre-ot, ami egyfajta anti-Goncourt-díj. A regény egy pillanat alatt a „nihilisták klasszikusává” vált. A művet Michiko Kakutani kritikus a The New York Times-ban egy „mélyen ellenszenves olvasmányként” írta le. A regénnyel Houellebecq 2002-ben megnyerte a Dublini Nemzetközi IMPAC Irodalmi Díjat.
2000-ben jelent meg Lanzarote című könyve, amelyben számos témát felhozott, amik későbbi regényeiben is felfedezhetők, beleértve nem szokványos vallásokat és kultikus vezetőket. A 2001-es A csúcson (Plateforme) című regényével széles körű ismertségre tett szert. A regény nagy részét egyes szám első személyben egy 40 éves művészeti adminisztrátor mondja el, sok szexjelenettel és a prostitúcióhoz és a szexturizmushoz való helyeslő hozzáállással. A regény életábrázolása és kifejezett iszlám-kritikája, egy a Lire magazinnak a szerzővel készített interjújával együtt, Houellebecq elleni vádakhoz vezetett, amit számos szervezet kezdeményezett, beleértve a Franciaországi Emberi Jogok Ligáját, a mekkai alapítású Világ Iszlám Ligát és a párizsi és lyoni mecseteket. Az ügy a bíróság elé került, de a háromtagú bírói testület egy zsúfolt párizsi tárgyalóteremben a vallások kritizálásának törvényes jogára hivatkozva felmentette a faji gyűlölettel vádolt szerzőt.
Egy sziget lehetősége (La Possibilité d'une île) egy 2005-ben megjelent regény, amely három szereplő elbeszélésében zajlik: Daniel 1 (egy kortárs humorista), és Daniel 24 és 25, akik Daniel 1 emberi klónjai. Később rendezett egy filmet e regény alapján. 2008-ban, a Flammarion kiadta az Ennemis publics-et, egy levelezést e-mailben Michel Houellebecq és Bernard-Henri Lévy között.
Houellebecq kiadott három CD-t is, amelyeken válogatott verseit adja elő. Kettőt ezek közül, a Présence de la mort és az Établissement d'un ciel d'alternance a zeneszerző Jean-Jacques Birgé-vel vettek fel 1996-ban a Radio France-nak és a Grr Records lemezkiadónak. A Présence humaine (2000) című CD-t egy rockzenekar kíséretével vették fel.
Visszatérő téma Houellebecq regényeiben a szabad piacgazdaság behatolása az emberi kapcsolatokba és szexualitásba. A csúcson (Plateforme) regény utal a gazdasági verseny kiterjesztésére a kapcsolatok keresésében. Ahogy a könyv mondja, a szabad piacnak vannak nyertesei meg vesztesei, és ugyanez vonatkozik azon társadalmi kapcsolatokra is, amelyek nem monogámok. Nyugaton már mindkét nem keresi az egzotikus helyeket és éghajlatokat, szervezett utak keretében a fejlődő országokba. A csúcson-ban az a logikus következtetés, hogy pozitívan reagálnának a szervezett és profi módon értékesített szexturizmusra.
Bár Houellebecq munkásságát gyakran értékelik úgy, hogy konzervatív, sőt reakciós eszméken alapul, a hippi mozgalomnak, a New Age ideológiának és az 1968-as májusi generációnak a kritikai ábrázolása, különösen az Elemi részecskék (Les Particules élémentaires) című regényben Michel Clouscard marxista szociológus tanait visszhagozzák.
A térkép és a táj (La Carte et le Territoire) című regénye 2010 szeptemberében jelent meg a Flammarion gondozásában, ezáltal szerzője elnyerte a tekintélyes Goncourt-díjat. Egy véletlenül sztárrá váló művésznek e története betekintést ad a kortárs művészéleti szcénába. A Slate magazin azzal vádolta, hogy a könyv bizonyos részeit a francia Wikipédiából másolta. Houellebecq tagadta, hogy plagizált volna, azt állította, hogy „az, hogy atvett szó szerint részeket, nem lopás, mert újrafelhasználásuk művészeti célú volt”, felidézve Georges Perec, Lautréamont vagy Jorge Luis Borges hatását, és szorgalmazta mindenféle irodalmi nyersanyag, még a reklámok, receptek vagy matematikai feladványok felhasználását is.
2015. január 7-én, a Charlie Hebdo elleni merénylet napján jelent meg Behódolás (Soumission) című regénye. A könyv egy olyan lehetséges jövőbeli helyzetet ír le Franciaországban (2022), amikor egy muzulmán párt kormányozza az országot az iszlám jog szerint. Ugyanezen a napon Houellebecqet ábrázoló karikatúra jelent meg a Charlie Hebdo címlapján, a felirat a következő volt: „Houellebecq varázsló jóslatai”. Egy Antoine de Caunes által a lövöldözés után készített interjúban Houellebecq azt állította, nem érzi jól magát, és lemondta a Behódolás (Soumission) népszerűsítő körútját.

## Kritikák
A kritikusok regényeit a „vulgáris”, „röpirat-irodalom” és „pornográfia” címkékkel látták el; megvádolták trágársággal, rasszizmussal, nőgyűlölettel és iszlámellenességgel. Munkái, különösen az Elemi részecskék hatalmas elismerést kaptak a francia irodalmi értelmiségtől.

## Bibliográfia

### Regények és magyarul megjelent művek
A felsorolt könyvek magyar kiadója a Magvető Könyvkiadó, fordítója Tótfalusi Ágnes. A lista 2024. elején készült.
| Francia cím                                    | Megjelenés éve | Magyar cím                                              | Megjelenés éve | ISBN               |
| ---------------------------------------------- | -------------- | ------------------------------------------------------- | -------------- | ------------------ |
| H.P. Lovecraft: Contre le monde, contre la vie | 1991           | H. P. Lovecraft: Szemben a világgal, szemben az élettel | 2024           | ISBN 9789631444599 |
| Extension du domaine de la lutte               | 1994           | A harcmező kiterjesztése                                | 2016           | ISBN 9789631433821 |
| Les Particules élémentaires                    | 1998           | Elemi részecskék                                        | 2015           | ISBN 9789631422146 |
| Lanzarote                                      | 2000           | Lanzarote                                               | 2013           | ISBN 9789631430745 |
| Plateforme                                     | 2001           | A csúcson                                               | 2017           | ISBN 9789631423105 |
| La Possibilité d'une île                       | 2005           | Egy sziget lehetősége                                   | 2021           | ISBN 9789631425307 |
| Ennemis publics                                | 2008           | Közellenségek                                           | 2019           | ISBN 9789631438475 |
| Interventions 2                                | 2009           | Intervenciók 2020                                       | 2021           | ISBN 9789631435306 |
| La Carte et le Territoire                      | 2010           | A térkép és a táj                                       | 2016           | ISBN 9789631428568 |
| Soumission                                     | 2010           | Behódolás                                               | 2020           | ISBN 9789631432718 |
| Sérotonine                                     | 2019           | Szerotonin                                              | 2019           | ISBN 9789631439021 |
| Anéantir                                       | 2022           | Megsemmisülni                                           | 2024           | ISBN 9789631443271 |

### Egyéb könyvek
- H. P. Lovecraft: Contre le monde, contre la vie (1991)
- Rester vivant, méthode, La Différence (1991)
- La Poursuite du bonheur, poèmes, La Différence (1992)
- Le Sens du combat, poèmes, Flammarion (1996)
- Interventions, recueil d'essais, Flammarion (1998)
- Renaissance, poèmes, Flammarion (1999)
- Configuration du dernier rivage, poèmes, Flammarion (2013)

### CD
- Le Sens du combat (1996) Paris: Les Poétiques de France Culture.
- Présence humaine (2000) Paris: Tricatel.
- Établissement d'un ciel d'alternance (2007) Paris: GRRR.

### Filmek
- Cristal de souffrance (1978)
- Déséquilibre (1982)
- La Rivière (2001) Canal +
- La Possibilité d'une île (2008)
- L'enlèvement de Michel Houellebecq (2014, Michel Houellebecq elrablása)
- Near Death Experience (2014)
- Saint-Amour (2016)